# NGC 6457
NGC 6457 (другие обозначения — UGC 10964, MCG 11-21-21, ZWG 321.35, ZWG 322.5, PGC 60738) — галактика в созвездии Дракон.
Этот объект входит в число перечисленных в оригинальной редакции «Нового общего каталога».